# Grote Scheldeprijs 1985
Il Grote Scheldeprijs 1985, settantunesima edizione della corsa, si svolse il 30 luglio per un percorso di 235 km, con partenza ed arrivo a Schoten. Fu vinto dall'olandese Adrie van der Poel della squadra Kwantum Hallen-Decosol-Yoko davanti ai belgi Ludwig Wijnants e Marc Sergeant.

## Ordine d'arrivo (Top 10)
| Pos. | Corridore          | Squadra                        | Tempo    |
| ---- | ------------------ | ------------------------------ | -------- |
| 1    | Adrie van der Poel | Kwantum Hallen-Decosol-Yoko    | 6h02'00" |
| 2    | Ludwig Wijnants    | Tonissteiner-TW Rock-Basf-Humo | a 3"     |
| 3    | Marc Sergeant      | Lotto-Eddy Merckx              | a 35"    |
| 4    | Jef Lieckens       | Lotto-Eddy Merckx              | a 55"    |
| 5    | William Tackaert   | Fangio-Ecoturbo-Eylenbosch     | s.t.     |
| 6    | Werner Devos       | Safir-Van De Ven               | s.t.     |
| 7    | Eddy Planckaert    | Panasonic                      | s.t.     |
| 8    | Leo van Vliet      | Kwantum Hallen-Decosol-Yoko    | s.t.     |
| 9    | Francis Vermaelen  | TeVe Blad-Perlav               | s.t.     |
| 10   | Étienne De Wilde   | Safir-Van De Ven               | s.t.     |